# 성가롤로병원
성가롤로병원(Saint Carollo Hospital)은 전라남도 순천시에 위치한 종합병원이자, 순천권역응급의료센터이다. 대한민국의 '예수의 까리따스수녀회'가 운영한다.

## 연혁
- 1969년 11월 4일 성가롤로의원 개원.